# Rophites mandibularis
Rophites mandibularis är en biart som beskrevs av Morawitz 1891. Rophites mandibularis ingår i släktet blomdyrkarbin, och familjen vägbin. Inga underarter finns listade i Catalogue of Life.